# Mercedes-Benz OM651

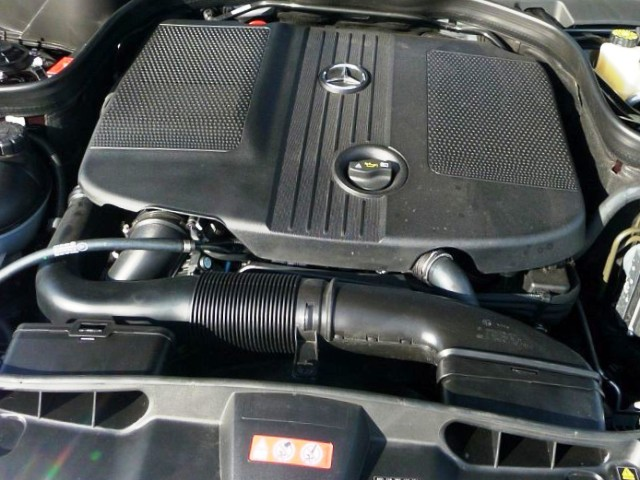
Mercedes-Benz OM651

Mercedes-Benz OM651 - сімейство рядних чотирициліндрових дизельних двигунів внутрішнього згоряння компанії Mercedes-Benz, вперше представлених у жовтні 2008 року. Створювалося як наступник серії ОМ646 (проте не засноване на ній, а розроблено заново) з чотирма циліндрами та призначений для заміни OM646. Виробництво було налагоджено на заводі у Штутгарті, Німеччина.
Незважаючи на те, що більшість варіацій силового агрегату має робочий об'єм 2143 cv3, проте потужність його варіюється в діапазоні від 95 л. (Vito та Sprinter), 120 к.с. (Ринковий індекс моделей - X180, де X - символ приналежності автомобіля до певного класу торгової марки) до 204 к.с. (Ринковий індекс - X250). Версії потужністю понад 125 кВт (170 к.с.) оснащуються системою турбонаддува з твінскролльною турбіною, нижче 100 кВт - звичайним турбокомпресором.

## Історія
Двигун Mercedes-Benz OM651 дебютував у жовтні 2008 року на моделі Mercedes-Benz C250 CDI (W204) BlueEFFICIENCY.

## Опис
Двигун Mercedes-Benz OM651 являє собою рядний 4-циліндровий дизельний силовий агрегат із системою Common rail, безпосереднім упорскуванням палива, інтеркулером та турбонагнітачем (звичайним або твінскроловим). Газорозподільний механізм - DOHC, 16 клапанів. Ступінь стиску - 16,2:1. Чотири електромеханічні форсунки під високим тиском подають паливо із загальної магістралі упорскування безпосередньо до камер згоряння, що дозволило покращити горіння порівняно з попередніми дизельними двигунами компанії. Рециркуляція вихлопних газів зменшує вміст кисню в циліндрах, що сприяє зменшенню викиду шкідливих забруднюючих речовин.
Представлений у модифікаціях DE18 LA (робочий об'єм дорівнює 1796 см4) та DE22 LA (робочий об'єм дорівнює 2143 см3).
Потужність двигуна варіюється від 120 до 208 л. Залежно від модифікації. Спочатку силовий агрегат відповідав нормам викидів стандарту Євро-5, до 2010 року завдяки оновленню став відповідати нормам Євро-6.

## Техннічні характеристики

### OM651 DE18 LA red.
| Встановлювався на | Автомобіль | Роки виробництва |
| --- | ---------- | ---------------- |
| Робочий об'єм: 1796 см3, потужність: 80 кВт (109 к.с.) при 3200–4600 об/хв, крутний момент: 250 Н·м при 1400–2800 об/хв |            |                  |
| A180 CDI A180 CDI BlueEFFICIENCY                                                                                        | W 176      | 2013 2012–2013   |
| B180 CDI B180 CDI BlueEFFICIENCY                                                                                        | W 246      | 2013 2011–2013   |

### OM651 DE18 LA
| Встановлювався на | Автомобіль | Роки виробництва    |
| --- | ---------- | ------------------- |
| Робочий об'єм: 1796 см3, потужність: 100 кВт (136 к.с.) при 3600–4400 об/хв, крутний момент: 300 Н·м при 1600–3000 об/хв |            |                     |
| CLA200 CDI | C 117      | 2013–2014           |
| A200 CDI A200 CDI BlueEFFICIENCY                                                                                         | W176       | 2013–2014 2012–2013 |
| B200 CDI B200 CDI BlueEFFICIENCY                                                                                         | W246       | 2013–2014 2011–2013 |

### OM 651 DE 22 LA red.*
| Встановлювався на | Автомобіль | Роки виробництва           |
| --- | ---------- | -------------------------- |
| Робочий об'єм: 2143 см3, потужність: 70 кВт (95 к.с.) при 3800 об/хв, крутний момент: 250 Нм при 1400–2400 об/хв        |            |                            |
| Vito 110 CDI | W/V 639    | з 2010                     |
| Sprinter 210 CDI/310 CDI/510 CDI Sprinter 210 BlueTEC/310 BlueTEC/510 BlueTEC                                           | W 906      | 2009–2016 2013–2016        |
| Робочий об'єм: 2143 см3, потужність: 84 кВт (114 к.с.) при 3800 об/хв, крутний момент: 300 Нм при 1200–2200 об/хв       |            |                            |
| Sprinter 211 CDI/311 CDI/411 CDI/511 CDI                                                                                | W 906      | з 06/2016                  |
| Sprinter 211 CDI/311 CDI/411 CDI/511 CDI                                                                                | W 907/910  | з 2018                     |
| Робочий об'єм: 2143 см3, потужність: 88 кВт (120 к.с.) при 2800–4600 об/хв, крутний момент: 300 Нм при 1400–2800 об/хв  |            |                            |
| C 180 CDI C 180 CDI BlueEFFICIENCY                                                                                      | W/S 204    | 2013–2014 2010–2013        |
| Робочий об'єм: 2143 см3, потужність: 95 кВт (129 к.с.) при 3800 об/хв, крутний момент: 305 Нм при 1200–2400 об/хв       |            |                            |
| Sprinter 213 CDI/313 CDI/513 CDI Sprinter 213 BlueTEC/313 BlueTEC/413 BlueTEC/513 BlueTEC                               | W 906      | 2009–2016 2013–2016        |
| Робочий об'єм: 2143 cm³, Leistung: 100 кВт (136 к.с.) при 3800 об/хв, крутний момент: 330 Нм при 1200–2400 об/хв        |            |                            |
| V 200 CDI/Vito 114 CDI                                                                                                  | W/V 447    | з 2014                     |
| Робочий об'єм: 2143 см3, потужність: 100 кВт (136 к.с.) при 3400–4000 об/хв, крутний момент: 300 Нм при 1400–3000 об/хв |            |                            |
| CLA 200 CDI | C 117      | 2014–2015                  |
| GLA 200 CDI | X 156      | 2013–2015                  |
| A 200 CDI | W 176      | 2014–2015                  |
| B 200 CDI | W 246      | 2014–2015                  |
| Робочий об'єм: 2143 см3, потужність: 100 кВт (136 к.с.) при 3200–4000 об/хв, крутний момент: 300 Нм при 1400–3000 об/хв |            |                            |
| CLA 200 d | C 117      | з 2015                     |
| GLA 200 d | X 156      | з 2015                     |
| A 200 d | W 176      | з 2015                     |
| B 200 d | W 246      | з 2015                     |
| Робочий об'єм: 2143 см3, потужність: 100 кВт (136 к.с.) при 2800–4600 об/хв, крутний момент: 350 Нм при 1200–2700 об/хв |            |                            |
| C 200 d (з АКПП) | W/S 205    |                            |
| Робочий об'єм: 2143 см3, потужність: 100 кВт (136 к.с.) при 2800–3000 об/хв, крутний момент: 360 Нм при 1600–2600 об/хв |            |                            |
| C 200 CDI C 200 CDI BlueEFFICIENCY                                                                                      | W/S 204    | 2013–2014 2009–2013        |
| E 200 CDI E 200 CDI BlueEFFICIENCY E 200 BlueTEC                                                                        | W/S 212    | 2013–2014 2009–2013 з 2014 |
| Viano 2.0 CDI/Vito 113 CDI                                                                                              | W/V 639    | з 2010                     |
| Робочий об'єм: 2143 см3, потужність: 105 кВт (143 к.с.) при 3200 об/хв, крутний момент: 350 Нм при 1200–2800 об/хв      |            |                            |
| GLK 200 CDI BlueEFFICIENCY                                                                                              | X 204      | з 2010                     |
| Робочий об'єм: 2143 см3, потужність: 105 кВт (143 к.с.) при 3800 об/хв, крутний момент: 330 Нм при 1200–2400 об/хв      |            |                            |
| Sprinter 214 CDI/314 CDI/514 CDI                                                                                        | W 906      | з 06/2016                  |
| Sprinter 214 CDI/314 CDI/414 CDI/514 CDI                                                                                | W 907/910  | з 2018                     |

### OM 651 DE 22 LA*
| Встановлювався на | Автомобіль | Роки виробництва                        |
| --- | ---------- | --------------------------------------- |
| Робочий об'єм: 2143 см3, потужність: 120 кВт (163 к.с.) при 3800 об/хв, крутний момент: 360 Нм при 1400–2400 об/хв      |            |                                         |
| Viano 2.2 CDI/Vito 116 CDI                                                                                              | W/V 639    | 2010–2014                               |
| Sprinter 216 CDI/316 CDI/416 CDI/516 CDI Sprinter 216 BlueTEC/316 BlueTEC/416 BlueTEC/516 BlueTEC                       | W 906      | з 2009 з 2013                           |
| Робочий об'єм: 2143 см3, потужність: 120 кВт (163 к.с.) при 3800 об/хв, крутний момент: 380 Нм при 1400–2400 об/хв      |            |                                         |
| V 220 CDI/Vito 116 CDI                                                                                                  | W/V 447    | з 2014                                  |
| Sprinter 216 CDI/316 CDI/416 CDI/516 CDI                                                                                | W 907      | з 2018                                  |
| Робочий об'єм: 2143 см3, потужність: 125 кВт (170 к.с.) при 3600–4400 об/хв, крутний момент: 350 Нм при 1600–3200 об/хв |            |                                         |
| GLA 220 CDI | X 156      | 2013–2015                               |
| Робочий об'єм: 2143 см3, потужність: 125 кВт (170 к.с.) при 3400–4000 об/хв, крутний момент: 350 Нм при 1400–3400 об/хв |            |                                         |
| CLA 220 CDI | C 117      | 2013–2014                               |
| A 220 CDI A 220 CDI BlueEFFICIENCY                                                                                      | W 176      | 2013–2015 2012–2013                     |
| B 220 CDI B 220 CDI BlueEFFICIENCY                                                                                      | W 246      | 2013–2014 2012–2013                     |
| Робочий об'єм: 2143 см3, потужність: 125 кВт (170 к.с.) при 3400–4000 об/хв, крутний момент: 400 Нм при 1400–2800 об/хв |            |                                         |
| C 220 CDI C 220 CDI BlueEFFICIENCY                                                                                      | W/S/C 204  | 2013–2015 2009–2013                     |
| C 220 BlueTEC C 220 d C 220 BlueTEC BlueEFFICIENCY Edition C 220 d BlueEFFICIENCY Edition                               | W 205      | 2014–2015 з 2015 2014–2015 з 2015       |
| GLK 220 CDI GLK 220 CDI BlueEFFICIENCY GLK 220 BlueTEC                                                                  | X 204      | з 2013 2009–2013 з 2012                 |
| E 220 CDI E 220 CDI BlueEFFICIENCY E 220 BlueTEC                                                                        | C/A 207    | 2013–2014 2010–2013 2014–2017           |
| E 220 CDI E 220 CDI BlueEFFICIENCY E 220 BlueTEC                                                                        | W/S 212    | 2013–2014 2009–2013 2014–2016           |
| E 220 CDI Edition E 220 BlueTEC BlueEFFICIENCY E 220 CDI BlueEFFICIENCY Edition                                         | W 212      | 2012–2013 з 2013 2012–2013              |
| CLS 220 BlueTEC CLS 220 d                                                                                               | C/X 218    | 2014–2015 2015–2018                     |
| Робочий об'єм: 2143 см3, потужність: 130 кВт (177 к.с.) при 3400–4000 об/хв, крутний момент: 350 Нм при 1400–3400 об/хв |            |                                         |
| CLA 220 CDI | C 117      | 2014–2015                               |
| B 220 CDI | W 246      | 2014–2015                               |
| Робочий об'єм: 2143 см3, потужність: 130 кВт (177 к.с.) при 3600–3800 об/хв, крутний момент: 350 Нм при 1400–3400 об/хв |            |                                         |
| A 220 d | W 176      | з 2015                                  |
| CLA 220 d | C 117      | з 2015                                  |
| GLA 220 d | X 156      | з 2015                                  |
| B 220 d | W 246      | з 2015                                  |
| Робочий об'єм: 2143 см3, потужність: 140 кВт (190 к.с.) при 3800 об/хв, крутний момент: 440 Нм при 1400–2400 об/хв      |            |                                         |
| V 250 BlueTEC/Vito 119 BlueTEC                                                                                          | W/V 447    | з 2014                                  |
| Робочий об'єм: 2143 см3, потужність: 150 кВт (204 к.с.) при 4200 об/хв, крутний момент: 500 Нм при 1600–1800 об/хв      |            |                                         |
| ML 250 BlueTEC | W 166      | з 2011                                  |
| SLK 250 d SLK 250 CDI SLK 250 CDI BlueEFFICIENCY                                                                        | R 172      | з 2015 2013–2015 2012–2013              |
| C 250 CDI C 250 CDI BlueEFFICIENCY                                                                                      | W/S/C 204  | 2013–2015 2008–2013                     |
| C 250 BlueTEC C 250 d                                                                                                   | W/S 205    | 2014–2015 з 2015                        |
| C 300 BlueTEC HYBRID C 300 h                                                                                            | W/S 205    | 2014–2015 з 2015                        |
| GLK 250 CDI BlueEFFICIENCY GLK 250 BlueTEC                                                                              | X 204      | 2009–2012 2012–2015                     |
| GLC 250 d | X 253      | з 2015                                  |
| E 250 CDI E 250 CDI BlueEFFICIENCY E 250 BlueTEC                                                                        | C/A 207    | 2013–2014 2009–2013 2014–2017           |
| E 250 CDI E 250 CDI BlueEFFICIENCY E 250 BlueTEC                                                                        | W/S 212    | 2013–2014 2009–2013 2014–2016           |
| E 300 BlueTEC HYBRID | W 212      | 2012–2015                               |
| CLS 250 CDI CLS 250 CDI BlueEFFICIENCY CLS 250 BlueTEC CLS 250 d                                                        | C/X 218    | 2013–2014 2011–2013 2014–2015 2015–2018 |
| S 250 CDI BlueEFFICIENCY                                                                                                | W/V 221    | 2011–2013                               |
| S 300 BlueTEC HYBRID S 300 h                                                                                            | W/V 222    | 2014–2015 2015–2017                     |

 * Позначення двигуна кодується наступним чином:
OM = масляний двигун (дизель), серія = 3 цифри, DE = безпосереднє вприскування, робочий об’єм = децилітри (округлено), L = охолодження наддувочного повітря, A = випускний турбокомпресор,  red. = зниження продуктивності
За словами Mercedes-Benz, двигун ще не досяг своєї межі продуктивності. Принаймні 162 кВт (220 к.с.) все ще можливо. Крутний момент двигуна також може бути збільшений до такої міри, що з точки зору його продуктивності він цілком міг би стати заміною поточного OM 642 у 320 CDI з 165 кВт (224 к.с.) і 540 Нм крутного моменту.
Усі версії відповідають стандарту викидів Євро-5, а базова конструкція двигуна вже підготовлена для стандарту викидів Євро-6, якому ML 250 BlueTEC відповідає з 2011 року.